# 中華民國臨時政府 (1937年—1940年)

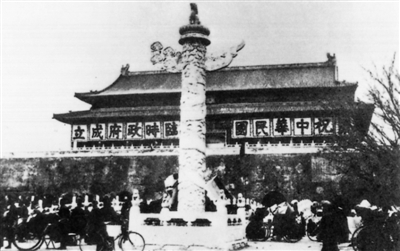
1937年（民国二十六年），中華民國臨時政府在北京成立。临时政府在天安门上悬挂了巨幅标语“庆祝中华民国临时政府成立”

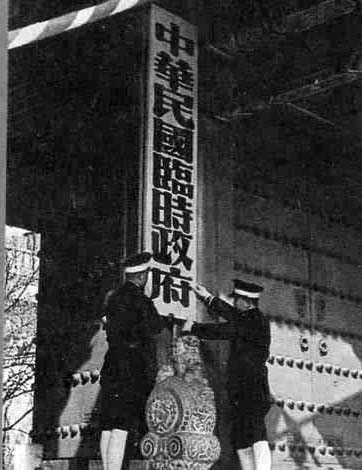
1937年（民国二十六年）12月14日，中華民國臨時政府在北京中南海怀仁堂成立。这是临时政府正门

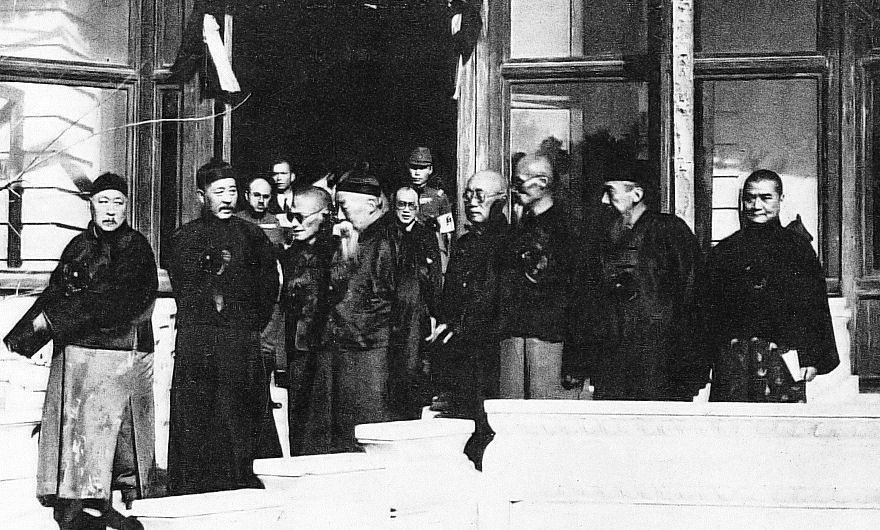
1938年2月，中华民国临时政府要人

中華民國臨時政府，是大日本帝国在中国抗日战争期間在華北地區建立的傀儡政權之一，於1937年12月14日在北京成立，統轄平津和華北等地區。為與中華民國維新政府相區別，又稱為华北临时政府。以五色旗為國旗。其主要支持力量為日軍的華北方面軍。

## 歷史
「中華民國臨時政府总统」虚设，「行政委員長」為王克敏，模仿三權分立制度，下設「議政」、「行政」、「司法」三委員會，「議政委員會委員長兼教育總長」為湯爾和，「司法委員會委員長」為董康。曾經於北洋政府任職的王揖唐（國會議長）與齊燮元等人都參與過「中華民國臨時政府」。「行政委員會」下設四部，「行政部」由王克敏主持，「治安部」由齊燮元主持，「法制部」由朱深主持，「賑濟部」由王揖唐主持。「中華民國臨時政府」除了組成「新民會」作為「東亞解放新國民運動」的動員機制外，並且設有华北治安军，总司令是齊燮元。 
「中華民國臨時政府」的主導者為日軍中的華北方面軍，「中華民國臨時政府」的組成者多為北洋政府的官僚人物。1940年汪精衛成立「南京國民政府」後，「中華民國臨時政府」被解散，改為“華北政務委員會”，王揖唐任委员长，由日本人直接控制，不听命汪精衛政府。

## 要员
| 姓 名  | 姓 名 | 臨時政府官職               | 原任北洋政府官職       |
| ------ | ----- | -------------------------- | ---------------------- |
| 王克敏 |       | 行政委員會委員長兼行政總長 | 財政總長               |
| 湯爾和 |       | 議政委員会委員長兼教育總長 | 財政總長               |
| 董康   |       | 司法委員会委員長           | 司法總長・財政總長     |
| 王揖唐 |       | 内政總長                   | 内務總長               |
| 齊燮元 |       | 治安總長兼華北治安軍司令   | 江蘇督軍               |
| 王荫泰 |       | 實業總長                   | 外交總長・司法總長     |
| 江朝宗 |       | 北京特別市市長             | 歩軍統領               |
| 高凌霨 |       | 天津特別市市長             | 内務總長・代理國務總理 |